# Marliese Steyn
Marliese Steyn (* 19. April 1973) ist eine ehemalige südafrikanische Leichtathletin, die sich auf den Sprint spezialisiert hat.

## Sportliche Laufbahn
Erste internationale Erfahrungen sammelte Marliese Steyn vermutlich im Jahr 1992, als sie bei den Juniorenweltmeisterschaften in Seoul mit 12,11 s im Viertelfinale im 100-Meter-Lauf ausschied und über 200 Meter mit 24,65 s nicht über die erste Runde hinauskam. 1996 startete sie bei den Afrikameisterschaften in Yaoundé und gewann dort in 11,69 s und 23,3 s jeweils die Silbermedaille über 100 und 200 Meter jeweils hinter der Kamerunerin Georgette Nkoma. Sie setzte ihre sportliche Karriere ohne weitere Meisterschaftsteilnahmen bis ins Jahr 2004 fort und beendete dann ihre aktive Karriere im Alter von 31 Jahren.
1996 wurde Steyn südafrikanische Meisterin im 100- und 200-Meter-Lauf.

## Persönliche Bestleistungen
- 100 Meter: 11,30 s (+1,9 m/s), 23. März 1996 in Germiston
- 200 Meter: 23,08 s (+1,1 m/s), 10. April 1995 in Krugersdorp